# ジェレミー・ペルベ
ジェレミー・ペルベ（Jérémy Perbet 、1984年12月12日 - ）は、フランス共和国オート＝ロワール県ル・ピュイ＝アン＝ヴレ出身のプロサッカー選手。ポジションは、フォワード。

## クラブ経歴

### ベルギー
2008年7月8日、ジュピラー・プロ・リーグのAFCテュビズに移籍。2008-09シーズンは31試合に出場し13ゴールを記録した。しかしチームの降格を防ぐことは出来なかった。2009–10シーズンは2部リーグで16試合11ゴールを挙げた。
2010年1月7日、スポルティング・ロケレンに移籍。契約は2年半で移籍金は35万ユーロ。2009-10シーズンは10試合に出場し、4月17日のKVメヘレン戦でゴールを挙げた。7月の終わりに膝を負傷し、2010-11シーズン前半をほぼ棒に振った。
2011年1月5日、2部リーグのRAECモンスにシーズン終了までの契約でレンタル移籍。ここでチームの核として攻撃を牽引、14試合で14ゴールを挙げた。8月3日、完全移籍に移行し3年契約を結んだ。2011-12シーズンは8月13日のシント＝トロイデンVV戦でハットトリックを達成、キャリアハイとなる公式戦28ゴール(うちリーグ戦22ゴール)を記録した。

### ビジャレアル
2013年1月25日、シーズン終了までの契約でビジャレアルCFにレンタル移籍。2月9日のSDポンフェラディーナ戦でスタメン出場するといきなり2ゴールを挙げ3-0の勝利に貢献した。最終的に18試合で11ゴールを挙げ、チームのプリメーラ・ディビシオン復帰に貢献した。
7月7日、ビジャレアルは買い取りオプションを行使し2016年までの契約を結んだ。移籍金は140万ユーロ。8月24日のレアル・バリャドリード戦でプリメーラ・ディビシオン初出場。7日後のCAオサスナ戦で初ゴール。

### イスタンブール・バシャクシェヒル
2014年7月8日、スュペル・リグに昇格したイスタンブール・バシャクシェヒルFKと3年契約を結んだ。

## タイトル

### 個人
- ジュピラー・プロ・リーグ得点王：2回（2011-12, 2015-16）